# Nikki Nova

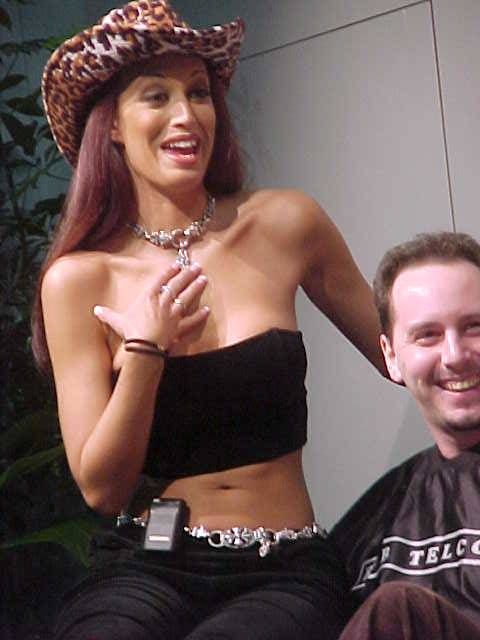
Nikki Nova, 2000

Nikki Nova (eigentlicher Name: J. Nichole Italiano-Zaza, * 5. Januar 1972 in Hampton, Virginia) ist eine US-amerikanische Schauspielerin in B-Movies, Stripperin und ein Fotomodell. Sie ist auch unter dem Namen Nichole Italiano-Zaza oder Nicole Italiano aufgetreten.

## Leben
Nikki Nova hat indianische, italienische, englische, irische, deutsche und schottische Vorfahren. Sie wuchs in Hampton (Virginia) auf und begann ihre Karriere als Stripperin in den frühen 1990er Jahren. Durch ihr auffallendes Äußeres erlangte sie zunehmend größere Bekanntheit, so dass ihre Bilder schon bald in einer Reihe von Männermagazinen zu sehen waren und sie Fotoveröffentlichungen in 18 Ländern verzeichnen konnte. Sowohl im Jahr 1998 wie auch 1999 wurde Nikki Nova als ‚Most Published Adult Model‘ geehrt.
Bereits früh hatte sie begonnen, Filme zu drehen. Im Mittelpunkt standen hier Softcore-Filme wie Lolita 2000 und Illicit Confessions, aber auch Filme, die sich ihrer Tätigkeit als Stripperin widmeten. Ihre Auftritte in Fernsehserien wie Night Calls gehören ebenfalls zu ihrem Schaffensbereich. Hardcore-Filme hat sie hingegen nie gedreht, weshalb sie nur als Softcore-Model angesehen werden kann und der Begriff Pornodarstellerin wohl verfehlt wäre.
Auffallend ist ihre langandauernde Karriere als Stripperin, dies ist auch der Grund, warum ihr die Auszeichnung als Hot Body International’s Girl of the Millennium verliehen wurde. Nikki Nova ist inzwischen mehrfach in der Howard-Stern-Show sowie anderen Talkshows aufgetreten.
Neben den hier aufgeführten Tätigkeiten ist Nikki Nova auch als Malerin tätig.

## Auszeichnungen
- Most Published Adult Model 1998
- Most Published Adult Model 1999
- Hot Body International’s Girl of the Millennium

## Filme
- 1997: Confessions of a Lap Dancer
- 1998: Nikki The Sexperiment
- 1998: Dancer All Nude Nikki
- 1999: Undercurrent
- 1999: All Legs #2
- 2000: Night Calls: 411 (Fernsehserie)
- 2001: Beautiful Barefoot Girls Vol. 1
- 2002: Helpless Heroines Volume 3: Girls Will Bind Girls
- 2002: Savory Stockings
- 2002: Too Hot for Shoes!
- 2002: Sweet and Steamy Stockings
- 2002: Foot Bottom Festival
- 2002: Bare-Toed Girlfriends
- 2002: Nooner with Nikki
- 2002: Maxie Worshipful Women!
- 2003: Busty Cops
- 2004: Bare Breasted Peril